# Mark Furze
Mark Furze (Orange, 7 mei 1986) is een Australisch acteur die Eric Dalby speelde in de Australische serie Home and Away. Omdat hij als muzikant wil doorbreken, stopte hij met Home and Away op 24 juli 2008.

## Filmografie
- Library of Congress Control Number: no2018125349
- Virtual International Authority File: 236153775036761550007
- WorldCat: E39PBJxmBPRmPVcFDDDFjPTyh3